# Imagerie sismique
Pour un article plus général, voir Prospection (géologie).
L'imagerie sismique est une méthode géophysique d'observation de la subsurface. Elle permet de visualiser les structures géologiques en profondeur grâce à l'analyse des échos d'ondes sismiques. Elle ne doit pas être confondue avec la sismologie, qui est l'étude des ondes sismiques et des séismes pour eux-mêmes.
Les ondes sismiques peuvent être d'origines naturelles (séisme) ou artificielles. Le signal initial est généralement issu d'une source prévue pour l'imagerie (camion vibreur, explosif, canon à air, etc.) mais peut aussi être composé de bruits ambiants (activités industrielles, passage de trains) on parle alors de sismique passive. Dans tous les cas, les ondes suivent les mêmes lois de propagation que les ondes lumineuses. Les trois grandes techniques de prospection sismique sont :
- la diagraphie acoustique ;
- la sismique par réflexion ;
- la sismique par réfraction.

## La diagraphie acoustique
La diagraphie acoustique utilise la transmission directe des ondes pour mesurer la vitesse du son dans les roches traversées par un forage.

## La sismique par réflexion

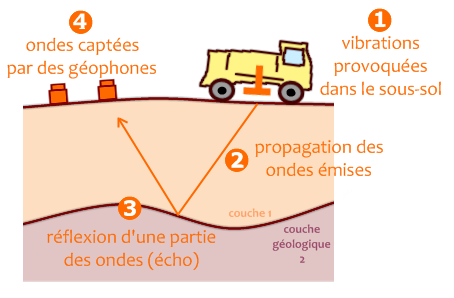
Principe de la sismique par réflexion.

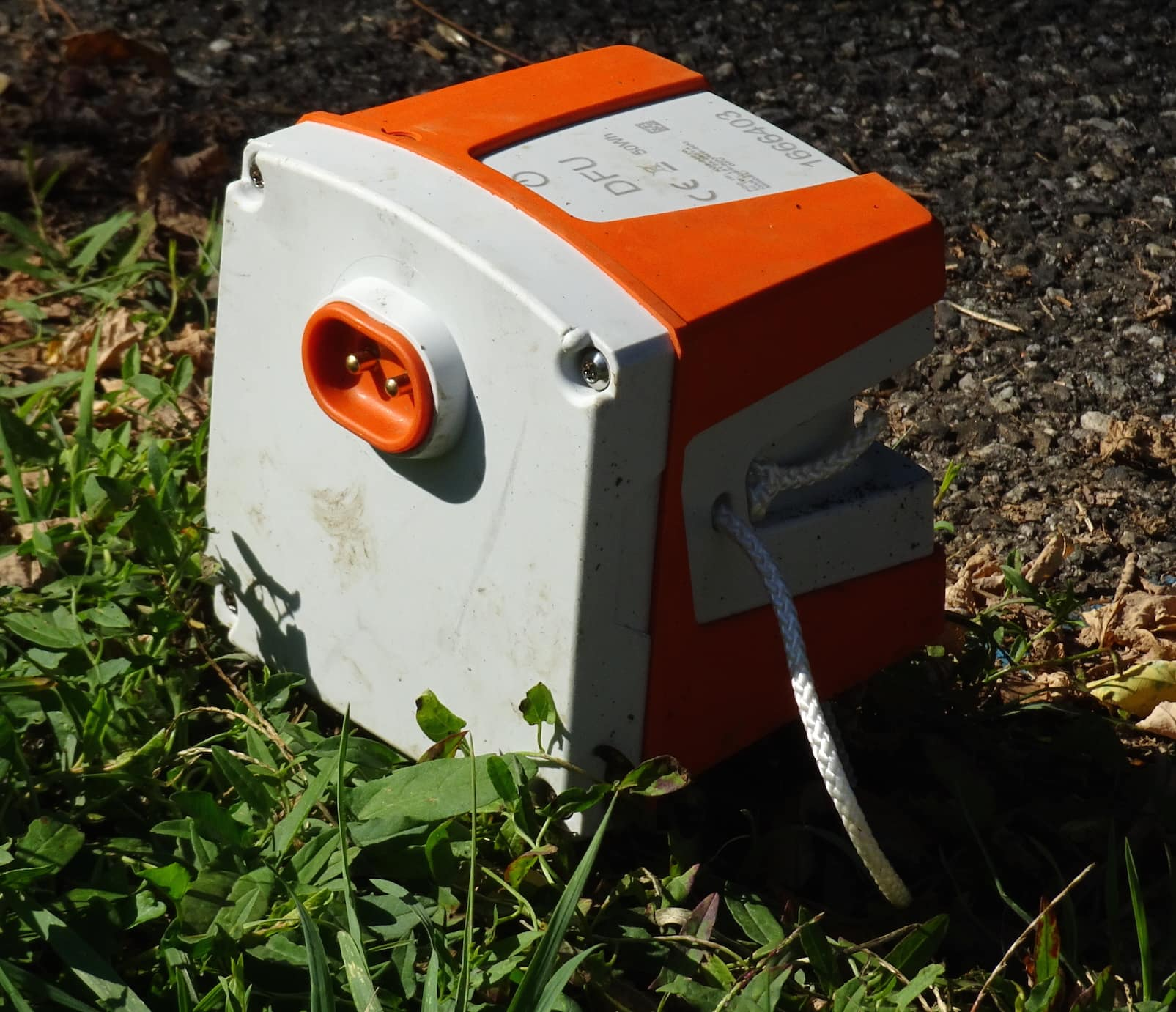
Géophone (2021, Lancy, Suisse).

La sismique par réflexion étudie la réflexion d'ondes sismiques aux interfaces entre plusieurs couches géologiques.
Elle permet d'avoir une image 2D ou 3D de surfaces typiquement de l'ordre de 1 000 km2 pour des profondeurs inférieures à 10 km qui permet ensuite aux géologues des compagnies pétrolières d'estimer les probabilités de trouver du pétrole. Une étude sismique se décompose en 3 grandes étapes :
- Acquisition des données sismiques ;
- Traitement des données ;
- Interprétation.

De grandes entreprises à couverture mondiale (CGG, PGS, Western-Geco...) et des entreprises plus localisées géographiquement réalisent sur le terrain l'acquisition des données. La durée d'une mission varie généralement entre 6 mois et 2 ans mais dépend de la surface à étudier, du type de terrain et de la précision recherchée.
On utilise des canons à air comprimé en mer, des camions vibreurs ou de la dynamite à terre pour créer une onde qui va se propager sous terre. L'onde créée est soit une impulsion (dynamite, airgun), soit une sinusoïde dont la fréquence varie sur un spectre défini pendant un temps t (camion vibreur utilisé partout où le terrain le permet). Dans ce dernier cas, la corrélation du signal enregistré en sortie de vibreur avec le signal pilote envoyé en entrée du vibreur donne une ondelette (wavelet) proche de l'impulsion désirée. Une étape supplémentaire de traitement permet donc d'obtenir une image aussi nette qu'en utilisant des airguns ou de la dynamite. Les ondes émises se propagent suivant les lois de réflexion et réfraction de Snell-Descartes et sont en partie réfléchies à chaque changement de vitesse de propagation (couche géologique). Elles sont reçues par des capteurs (hydrophones en mer ou géophones sur terre). L'étude sismique peut être monotrace ou multitraces. Dans ce dernier cas, en plus d'augmenter le rapport signal sur bruit, il est possible de calculer les vitesses des milieux traversés. Cette information permet ensuite de convertir les données en profondeur.
De nombreux paramètres caractérisent une étude sismique. Les principaux sont :
- La dimension du profil sismique : 2D ou 3D ;
- L'espacement entre sources et récepteurs (taille du bin) ;
- La couverture maximale (nombre de fois qu'une zone de la sous-surface est "éclairée").

Les données sismiques subissent ensuite de complexes traitements informatiques. Ceux-ci sont destinés à retirer le bruit, augmenter la résolution et compenser de nombreux effets physiques pour obtenir une résolution d'image maximale. Le traitement des données se fait dans de grands Datacenters et peut prendre plus de 2 ans.
C'est un domaine d'application de très nombreuses techniques de traitement du signal qui profite pleinement des grands progrès réalisés ces dernières décennies en informatique.
Dans le domaine de la recherche pétrolière, l'interprétation est généralement effectuée directement au sein des entreprises clientes. En associant les données de forages, des géologues estiment les probabilités de trouver des combustibles fossiles et guident donc le choix des opérations de forage postérieures.

## La sismique par réfraction
La sismique par réfraction utilise la propagation des ondes le long des interfaces entre les niveaux géologiques. Cette méthode convient en particulier à certaines applications de génie civil et d'hydrologie. Elle permet d'estimer le modèle de vitesse et le pendage des couches. Elle est actuellement limitée dans le domaine pratique à des objectifs dont la profondeur est inférieure à 300 m, mais elle est à l'origine de la découverte en 1956 du gisement de pétrole d'Hassi-Messaoud, le plus important d'Afrique, à une profondeur moyenne de 3 300 mètres.

## Sismique de puits
La sismique réflexion de surface fournit une image en temps du sous-sol. Pour obtenir un calage en profondeur plus précis que celui obtenu en utilisant les vitesses déduites des données sismiques, les géophysiciens utilisent des données de puits telles que carottage sismique et diagraphie sonique, et plus récemment le profil sismique vertical (PSV). La nécessité de mieux connaître les réservoirs pour les exploiter de façon optimale a conduit les géophysiciens à développer des techniques particulières de sismique de puits à plus haute résolution que la sismique conventionnelle de surface.

## En mer
Notamment pour la prospection pétrolière, on utilise des canons à air comprimé, canons à eau ou des vibrateurs acoustiques pour produire des ondes d'explosion, et des hydrophones ou autres capteurs sismiques répartis le long de câbles (par exemple tirés par un navire) pour former des antennes acoustiques linéaires, souvent dites « streamers » ou « flûtes sismiques ».
La sismique marine (aspect structural de la localisation du piège) peut-être complétée le cas échéant par une technique électromagnétique (aspect pétrologique donné par l'évaluation de la conductivité électrique : électro-faciès) qui permet de déceler la présence ou non d'hydrocarbures. Ainsi près de 80 % des gisements de pétrole sont ainsi détectés par ces deux méthodes associées. Cette investigation multi-physique permet de diminuer drastiquement le nombre de forages d'exploration (wildcats) et les risques d'accidents associés  .